# Passione d'amore
Passione d'amore è un film del 1981 diretto da Ettore Scola, tratto da Fosca, il più famoso romanzo dello scrittore Igino Ugo Tarchetti.
Fu presentato in concorso al 34º Festival di Cannes.

## Trama
A cinque anni di distanza il capitano di cavalleria Giorgio Bacchetti, militare di carriera, distintosi nella spedizione in Crimea, racconta le memorie di un periodo doloroso della sua vita, caratterizzato dall'amore per due donne dai caratteri antitetici: Clara e Fosca.
I ricordi iniziano quando il giovane militare nell'inverno del 1862, cessata la guerra e la spedizione contro il generale Garibaldi, sconfitto sull'Aspromonte, intrattiene una tenera e passionale relazione amorosa con Clara, una giovane donna ricca di bellezza e virtù, la quale è però sposata ed ha un figlio. L'idillio dura solo due mesi, quando Giorgio, viene destinato ad un nuovo incarico, al 4º distaccamento di una zona di frontiera.

Clara (Laura Antonelli) in una scena.

Di stanza in un piccolo villaggio, Giorgio è spesso ospite nella casa del colonnello, comandante della guarnigione. È proprio in questa casa che il giovane fa conoscenza con la cugina di questo, Fosca, descritta dal maggiore medico che ha in cura la giovane come:	
Fosca è una donna di rara bruttezza, affetta da gravi malattie nervose, ma allo stesso tempo dotata di un'acuta sensibilità e di una raffinata cultura: Giorgio presto ne inizia a subire l'oscuro fascino, tanto da non riuscire ad evitarla e da essere costretto, incoraggiato dal medico, preoccupato per la salute della giovane, ad instaurare con questa, suo malgrado, un morboso legame sentimentale.
Da questa relazione Fosca sembra trarre nuovo vigore e quasi guarire dalla sua malattia, a scapito però di Giorgio, che si sente deperire e avvicinare alla morte, venendo colpito da una febbre alta e persistente. Il maggiore medico, intuito l'errore fatto nel far avvicinare Giorgio a Fosca, fa ottenere al giovane una licenza di 40 giorni, ma poi, visto che Giorgio non intende abbandonare Fosca per un periodo così lungo, decide di intercedere presso il comando generale per far ottenere al giovane un trasferimento con il proposito di allontanarlo da questo legame, divenuto per lui ossessivo.
Il dispaccio contenente l'ordine di trasferimento di Giorgio viene recapitato in casa al colonnello durante il festeggiamento del Natale, in cui sono presenti tutti gli ufficiali del distaccamento con le loro consorti. Fosca, appresa la notizia, viene colta da una crisi isterica, urlando la sua disperazione tra lo sbigottimento degli invitati e lo stupore del colonnello, finora ignaro della morbosa passione della cugina per il giovane.
Il colonnello, che ha scambiato Giorgio per un cacciatore di dote, sentendosi offeso e ingannato, lo sfida a duello all'alba del mattino seguente. La sera stessa Giorgio, ormai ossessionato dalla morbosa relazione, si reca nella stanza di Fosca dichiarandole la sua passione. La giovane, pur sapendo che questa sarà per lei un'emozione fatale, consuma felice l'amore con l'amato.
La mattina seguente nel duello il giovane ferisce gravemente il colonnello con un colpo di pistola, ma subito dopo viene preso da un attacco isterico, ormai vittima della stessa malattia di Fosca, la quale morirà pochi giorni dopo definitivamente logorata in seguito alla nottata trascorsa con l'amato.
Giorgio, ormai sfinito e debilitato dalla malattia, conclude il suo racconto in un'osteria di fronte ad un nano dalla folta barba affetto da gravi deformità fisiche, scettico e sarcastico, il quale, dopo aver ascoltato la storia si allontana sghignazzando e deridendo ad alta voce l'assurda vicenda di Giorgio e Fosca, perché nessuno può amare una donna brutta.

## Produzione
Il film è stato girato in Eastmancolor. 

La caserma del capitano Giorgio Bacchetti è in piazza San Giovanni a Torino: si tratta di Palazzo Chiablese, una volta sede del Museo del Cinema. Il distretto di frontiera dove viene distaccato il capitano Bacchetti si trova in realtà nel Borgo Castello presso il Parco naturale La Mandria di Venaria Reale.
 Il castello che sorge nei presi della caserma nella quale vivono i personaggi del film, mèta di alcune loro passeggiate, è il Castello Cly in Frazione Saint Denis, Capoluogo 42 a Saint-Denis (AO), ma alcune scene, come quella del duello finale, sono state girate nel castello di Saint-Germain a Montjovet, sempre in Valle d'Aosta.

## Colonna sonora
La colonna sonora, composta da Armando Trovajoli, è stata pubblicata in formato EP 12" dall'etichetta discografica Generalmusic nel 1981, in Italia, con numero di catalogo GME 5011, e in Francia, con numero di catalogo 802010. Il 17 aprile 2014 è stata inoltre distribuita in download digitale da EMI, in versione rimasterizzata.

### Tracce
1. Passione d'amore – 3:38
2. Chiara e Fosca (Chopiniana) – 2:40
3. Un'ora di bellezza – 3:37
4. Le privilege des larmes – 2:16

## Differenze tra il film ed il romanzo
- Lo scenario viene spostato dalla Lombardia (Milano) al Piemonte, in una località non precisata (i personaggi si esprimono nell’inconfondibile accento piemontese).

- A Giorgio viene attribuito il cognome Bacchetti, non presente nel romanzo, dove egli è un ufficiale dell'esercito (non viene specificato il grado), mentre nel film è un capitano di cavalleria.

- Nel romanzo Giorgio, convalescente per una grave malattia cardiaca, si reca a Milano presso un amico e qui fa la conoscenza di Clara. Nel film vengono tralasciati tali avvenimenti.

- Nel film il colonnello racconta a Giorgio del matrimonio di Fosca durato solo un giorno, allorché il marito, rivelatosi un cacciatore di dote, era scomparso con gli averi della donna. Nel romanzo, invece, il matrimonio dura per circa un anno e la donna subisce un aborto spontaneo causato dalle sue precarie condizioni di salute, dopo essere stata abbandonata dal marito.

- La toccante e drammatica scena tra Fosca e Giorgio nella stazione ferroviaria nel romanzo si svolge in una locanda poco distante dalla fermata del treno.

- Nel romanzo Clara abbandona Giorgio inviandogli una lettera in cui spiegava che, a causa della caduta in miseria del marito, intendeva stargli vicino il più possibile in questo brutto periodo. Questa decisione di Clara provoca profondo sdegno e indignazione in Giorgio ed è il fatto scatenante che lo spinge tra le braccia di Fosca, in quanto si è reso conto che è l'unica donna che lo ama veramente (a differenza di Clara). Nel film non c'è alcun accenno a questo avvenimento.

- Nel romanzo il colonnello si batte nel duello con Giorgio prima alla sciabola e poi alla pistola. Nel film vi è solo il duello con la pistola.

- Dopo il duello, Giorgio, provato nell’anima e nel corpo, si dismette dall’esercito e riceve dopo quattro mesi la notizia della morte di Fosca, comunicatagli dal dottore con un plico contenente i capelli della donna. Il dottore consiglia a Giorgio di viaggiare e distrarsi, in modo da poter guarire completamente. Nel finale del film invece, dopo cinque anni, all'angolo di una taverna malfamata è lo stesso Giorgio, ormai debilitato e distrutto dalla malattia, a raccontare l'epilogo della vicenda a uno storpio scettico e sarcastico, che si allontana deridendolo.

## Distribuzione
Il film è stato distribuito dalla Rizzoli Film (da non confondere con la Cinema Rizzoli)  sempre facente capo a Angelo Rizzoli.

## Accoglienza
Sottovalutato e poco conosciuto in Italia, il film di Scola ha avuto molto successo all'estero soprattutto in Francia e America ove il famoso docente Lawrence Venuti tradusse in inglese varie opere di Tarchetti e Fosca con il titolo: Passion .
Passion ed il film di Scola furono a sua volta fonti di ispirazione per il compositore Stephen Sondheim e lo sceneggiatore James Lapine, autori di musical famosi, come West Side Story, per il musical Passion, che fu rappresentato in anteprima a Broadway nel 1994, con grande successo, vincitore in quell'anno del Tony Award al miglior musical .

## Curiosità
Valeria D'Obici è stata doppiata da Emanuela Rossi perché il regista voleva la cadenza torinese, che a D'Obici (ligure) veniva solo in modo caricaturale 
.

## Riconoscimenti
- 1981 - David di Donatello
  - Miglior produttore a Franco Committeri
  - Migliore attrice protagonista a Valeria D'Obici
  - Nomination Miglior film
  - Nomination Miglior regista a Ettore Scola
  - Nomination Miglior attrice non protagonista a Laura Antonelli
  - Nomination Migliore sceneggiatura a Ettore Scola e Ruggero Maccari
- 1981 - Nastro d'argento
  - Migliore sceneggiatura a Ettore Scola e Ruggero Maccari
  - Migliore attore non protagonista a Massimo Girotti
  - Migliore scenografia a Fiorenzo Senese
  - Nomination Regista del miglior film a Ettore Scola

- 1982 - Globo d'oro
  - Miglior attrice rivelazione a Valeria D'Obici
- 1981 - Efebo d'oro
  - Efebo d'oro a Ettore Scola

- 1981 - Chicago International Film Festival
  - Silver Hugo al miglior film a Ettore Scola
- 1981 - Festival di Cannes
  - Nomination Palma d'oro a Ettore Scola